# Bodufinolhu (Laamu-atol)
Bodufinolhu is een van de onbewoonde eilanden van het Laamu-atol behorende tot de Maldiven.